# Cold 187um
Cold 187um oder Big Hutch (* als Gregory Fernan Hutchinson) ist ein US-amerikanischer Rapper und Musikproduzent der Stilrichtungen Westcoast-Hip-Hop, Gangsta-Rap und G-Funk. Vor seiner Solokarriere wurde er als Anführer von Above the Law bekannt.

## Biografie
Cold 187um ist der Neffe des Sängers Willie Hutch. Er wuchs in South Central Los Angeles auf.
1989 gründete er mit drei weiteren Personen die Gruppe Above the Law. Als deren Anführer veröffentlichte er bis einschließlich 1998 fünf Alben. Anschließend gründete die Gruppe ihr eigenes Label, West World Records, und schloss einen Vertriebsvertrag mit dem Unternehmen Street Solid ab. Cold 187um nutzte diese Gelegenheit, um neben dem Kontrakt als Teil der Gruppe auch einen als Solokünstler zu unterzeichnen.
1999 erschien daher sein Solodebüt Executive Decisions. Genau wie das im selben Jahr erschienene nächste Album von Above the Law konnte es jedoch keine Charterfolge verzeichnen.
Cold 187um wechselte daraufhin 2000, gemeinsam mit Above the Law, zu Death Row Records, wo er der neue Hausproduzent wurde. In dieser Funktion arbeitete er unter anderem an 2Pacs postum veröffentlichtem Album Until the End of Time als Arrangeur, Abmischer und Keyboarder, sowie als Produzent und Rapper an der Kompilation Too Gangsta for Radio und Snoop Doggs aus alten Aufnahmen zusammengestelltem Album Dead Man Walkin’.
Musik unter eigenem Namen erschien jedoch nicht, sodass er Death Row wieder verließ und 2004 sein zweites Album Live from the Ghetto herausgab. 2008 folgte dann Fresh Out the Pen. Im November 2010 wurde zunächst die EP EF U Hutch, auf der sich nur drei Lieder befanden, herausgegeben, bevor 2011 der Langspieler Only God Can Judge Me nachfolgte.
Im selben Jahr ging er mit der Insane Clown Posse auf Tournee, mit denen er bereits 2002 auf deren Album The Wraith: Shangri-La kollaboriert hatte. Dies führte dazu, dass er 2012 bei deren Label Psychopathic Records unter Vertrag genommen wurde. Hier nahm er das Konzeptalbum The Only Solution auf. Cold 187um nahm hierauf die Identität des fiktiven „Psychopathic Assassin“ (englisch für psychopathischer Meuchelmörder) an, der sich für den Mord an seinem Vater rächen will, welcher Auftragsmörder war und von „Black Swan“ („Schwarzschwan“), dem Onkel des Psychopathic Assassins, umgebracht wurde. Das Album wurde Cold 187ums einziger Charterfolg als Solokünstler, als es sich Ende 2012 für eine Woche in den Billboard 200 platzieren konnte.
Dennoch blieb es bei dieser einmaligen Zusammenarbeit mit Psychopathic Records und die 2014 innerhalb von zwei Wochen veröffentlichten Alben We Stay ... Above the Law (gemeinsam mit The Southland Gangsters) und The Big Hit erschienen über andere Labels, ebenso wie das Doppelalbum The Blackgodfather von 2016.

## Diskografie

### Alben
- 1999: Executive Decisions
- 2004: Live from the Ghetto
- 2008: Fresh Out the Pen
- 2011: Only God Can Judge Me
- 2012: The Only Solution
- 2014: We Stay ... Above the Law (gemeinsam mit The Southland Gangsters)
- 2014: The Big Hit
- 2016: The Blackgodfather

### EP
- 2010: EF U Hutch